# Hypopyon
Hypopyon är en varbildning i ögat. Tillståndet ses oftast hos ögon som penetrerats på grund av något.